# Gabriele Haupt
Gabriele Haupt z domu Nobis (ur. 1 marca 1942 w Zwickau) – niemiecka biegaczka narciarska reprezentująca NRD, srebrna medalistka mistrzostw świata.

## Kariera
Igrzyska olimpijskie w Sapporo w 1972 roku były pierwszymi i zarazem ostatnimi w jej karierze. Zajęła tam 20. miejsce w biegu na 5 km oraz 18 w biegu na 10 km. Ponadto wraz z koleżankami z reprezentacji zajęła piąte miejsce w sztafecie 3 × 5 km.
W 1970 roku wystartowała na mistrzostwach świata w Vysokich Tatrach. Osiągnęła tam największy sukces w swojej karierze wspólnie z Renate Fischer i Anną Unger zdobywając srebrny medal w sztafecie.

## Osiągnięcia

### Igrzyska olimpijskie
| Miejsce | Dzień     | Rok  | Miejscowość | Konkurencja             | Czas biegu | Strata   | Zwyciężczyni    |
| ------- | --------- | ---- | ----------- | ----------------------- | ---------- | -------- | --------------- |
| 18.     | 6 lutego  | 1972 | Sapporo     | 10 km stylem klasycznym | 34:17,82   | +2:20,59 | Galina Kułakowa |
| 20.     | 9 lutego  | 1972 | Sapporo     | 5 km stylem klasycznym  | 17:00,50   | +54,54   | Galina Kułakowa |
| 5.      | 12 lutego | 1972 | Sapporo     | Sztafeta 3 × 5 km       | 48:46,15   | +2:12,30 | ZSRR            |

### Mistrzostwa świata
| Miejsce | Dzień     | Rok  | Miejscowość   | Konkurencja             | Czas biegu | Strata   | Zwyciężczyni     |
| ------- | --------- | ---- | ------------- | ----------------------- | ---------- | -------- | ---------------- |
| 15.     | 16 lutego | 1970 | Wysokie Tatry | 5 km stylem klasycznym  | 18:07,89   | +1:13,33 | Alewtina Olunina |
| 19.     | 18 lutego | 1970 | Wysokie Tatry | 10 km stylem klasycznym | 36:19,00   | +2:03,73 | Alewtina Olunina |
| 2.      | 20 lutego | 1970 | Wysokie Tatry | Sztafeta 3 × 5 km       | 54:32,18   | +37,47   | ZSRR             |